# Sint-Michielspoort
De Sint-Michielspoort was een in 1870 door architect Felix Pauwels ontworpen en onder Brialmont gebouwde en in 1970 gesloopte poort in de Stelling van Antwerpen die in het zuiden van Antwerpen de wijk het Zuid met de Kielpolder op het Kiel verbond. Zij vormde in haar neogotische bouwstijl met de Sint-Bernardsepoort een tweelingpoort. Tussen beide poorten lag de naar de hoek van de fronten 11 en 12 genoemde batterij en kazerne 11/12. Als stadspoort was ze vrij overbodig en vormde ze niet meer dan een onderdeel van het vrij uitgebreide militaire complex rond de kazerne 11/12 dat het vroegere in 1870 gesloopte Zuidkasteel verving.
Van noord naar zuid met de klok mee: Oosterweelsepoort · Ekersepoort · Bredapoort · Schijnpoort · Turnhoutsepoort · Herentalsepoort · Leopoldpoort · Louisapoort · Borsbeeksepoort · Spoorbaanpoort · Berchemsepoort · Mechelsepoort · Edegemsepoort · Wilrijksepoort · Sint-Laureinspoort · Kielsepoort · Boomsepoort · Spoorwegpoort · Sint-Bernardsepoort · Sint-Michielspoort · Hobokensepoort